# Sarat
Il Sarāt, o Sarawāt in arabo ﺟﺒﺎﻝ السروات‎?, Jibāl al-Sarāt, "Montagne del Sarāt") è un insieme montagnoso che corre parallelo alla costa occidentale della Penisola Araba e costituisce una delle più rappresentative eminenze orografiche. Il Sarāt parte dei confini della Giordania e finisce a nord del Golfo di Aden a sud, traversando tutta l'Arabia Saudita e lo Yemen. La metà settentrionale, anche nota come Sarāt al-Ḥijāz, al massimo raggiunge i 2.100 metri s.l.m., mentre le porzioni centrali e meridionali (Sarat 'Asir e Sarāt al-Yemen rispettivamente) possono raggiungere altezze di oltre 3.300 metri.
Geologicamente, il Sarāt è parte della placca arabica, ed è per lo più composto da rocce vulcaniche. Le pendici occidentali finiscono bruscamente sulla linea costiera del Mar Rosso, laddove le pendici orientali digradano più dolcemente e sono spesso solcate da wadi che sono di grande utilità per l'agricoltura, specialmente nelle aree meridionali del Sarat, in cui le montagne fronteggiano i monsoni.
Fra le città del Sarat si annoverano tanto la Città Santa musulmana di Mecca, che sorge in un vallone a metà circa del Sarat, quanto la capitale yemenita di Ṣanʿāʾ, sita nei pressi delle cime più elevate dell'intero Sarat.